# Bitwa pod Kannami
Bitwa pod Kannami – największe zwycięstwo wojsk kartagińskich nad rzymskimi podczas II wojny punickiej. Do starcia obu armii doszło 2 sierpnia 216 p.n.e. pod miejscowością Kanny (łac. Cannae) w Apulii. Dzięki zastosowaniu nowatorskiej taktyki mniej liczne wojska Hannibala odniosły miażdżące zwycięstwo nad armią dowodzoną przez Lucjusza Emiliusza Paulusa i Terencjusza Warrona.

## Przed bitwą

### Preludium
Po sforsowaniu Alp przez Hannibala i jego błyskotliwych zwycięstwach nad Trebią i nad Jeziorem Trazymeńskim Rzymianie zdecydowali się powołać Fabiusza Maximusa na stanowisko dyktatora. Prowadził on politykę unikania walnej bitwy z Kartagińczykami, nękał przeciwnika licznymi podjazdami, czym zdobył sobie przydomek „Cunctator”. Jednak ta wyczerpująca dla ludu (olbrzymie spustoszenia prowincji) taktyka szybko spowodowała, że Rzymianie zmusili władze do działania. Choć armia Hannibala topniała, coraz większe rzesze gromadziło stronnictwo przeciwne dyktatorowi. W 216 r. p.n.e. Fabiusz Maximus zrezygnował ze stanowiska, a jego zakres władzy wojskowej przejęli konsulowie. Zorganizowali oni wojsko liczniejsze od armii Hannibala.

### Ustawienie wojsk
Naprzeciwko rzymskiej potęgi stanęła dwukrotnie słabsza armia kartagińska. Pomimo wcześniejszych dotkliwych porażek morale Rzymian było znakomite. Siły liczyły 8 legionów rzymskich i liczne kontyngenty sprzymierzeńców z całej Italii. 10 tys. ludzi odesłano do osłony obozu, ponadto armia rzymska liczyła: 40 tys. legionistów, 40 tys. lekkiej piechoty sprzymierzeńców oraz 7,2 tys. jezdnych. Armia Kartaginy była skromniejsza i liczyła: 32 tys. ciężkozbrojnych, 8 tys. lekkiej piechoty oraz 10 tys. jezdnych.
Taktyka rzymska zakładała mocne uderzenie potężnym centrum złożonym z 3 rzutów ciężkozbrojnej piechoty. Na skrzydłach ustawiono jazdę. Prawe skrzydło pod wodzą Paulusa liczyło 2,4 tys. konnych Rzymian. Lewa flanka pod dowództwem Warrona składała się z 4,8 tys. italskich kawalerzystów.
Hannibal na lewym skrzydle ustawił swoją doborową 6-tysięczną ciężką kawalerię składającą się z zaprawionych w boju Celtów i Iberów, oddając dowództwo zaufanemu Hazdrubalowi i greckiemu najemnikowi o imieniu Sosylos. Prawe skrzydło zajęła 4-tysięczna lekka konnica z Numidii. Samo centrum złożone ze słabych lekkozbrojnych piechurów – Iberów i Galów ustawił w kształcie półksiężyca. Nieco głębiej w centrum ustawił 12 tys. ciężkozbrojnych piechurów, głównie z Afryki. Całe centrum było płytkie i łatwe do przełamania, na jego czele stał sam Hannibal.

## Bitwa

Pierwsza faza bitwy

### Pierwsze starcie
Rzymianie ruszyli do ataku w zwartym szyku. Słaba piechota iberyjsko-galijska szybko zaczęła się wycofywać pod naporem legionów rzymskich, lecz ich szyk nie został złamany. Armia rzymska parła do przodu, spychając słabe centrum wojsk Hannibala. Wycofywanie się wroga Rzymianie potraktowali jako przejaw bojaźni barbarzyńców wobec potęgi ich armii. W rzeczywistości Kartagińczycy wykonywali rozkazy swego wodza, który nakazał swym wojskom w centrum szybkie cofanie się i sporadyczne nękanie wroga.

### Sukces Hannibala na skrzydle
Tymczasem rozpoczęło się starcie na skrzydłach. Ciężkozbrojna konnica Hazdrubala runęła na wojska Paulusa. Mając trzykrotną przewagę liczebną i znacznie lepiej wyszkolonych żołnierzy, Kartagińczycy szybko zmusili Rzymian do ucieczki. Jednocześnie lekka konnica numidyjska prowadziła nieustępliwą walkę z elitą kawalerii Rzymu. Po zwycięstwie na lewym skrzydle, Hazdrubal ruszył na wojska Warrona, biorąc jazdę rzymską w dwa ognie. Pod naporem silniejszych przeciwników również drugie skrzydło Rzymian rzuciło się do ucieczki. Po zlikwidowaniu wrogiej jazdy, zgodnie z życzeniem Hannibala, Hazdrubal uderzył od tyłu na zwyciężających w centrum Rzymian.
W tej części bitwy legiony rzymskie miały przewagę i już przełamywały wygięty w ich stronę łuk piechoty Hannibala. Paradoksalnie ten sukces zarazem spowodował mimowolnie wciągnięcie Rzymian w pierwszą fazę pułapki – okrążenia.

### Pułapka

Zamknięcie koła

Naciskając na wycofujących się Iberów i Galów, Rzymianie nie zauważyli, że ci rozciągali swoją linię, tworząc powoli półkole otaczające wroga. W tym czasie jazda kartagińska rozprawiła się z resztkami konnicy rzymskiej na skrzydłach, po czym zawróciła na tyły wroga, zamykając pierścień okrążenia.
Rzymianie zostali otoczeni i zwycięska dla nich dotąd bitwa zmieniła się w krwawą jatkę. W legionach zapanowała panika spotęgowana silnym wiatrem sypiącym w oczy Rzymian tumany pyłu. Grozę powiększało to, że Hannibal polecił na początku bitwy nie brać jeńców. W rezultacie blisko 60 tys. Rzymian zostało zabitych, około 10 tys. (głównie obrońców obozu) wzięto do niewoli. Jedynie ok. 2 tys., głównie konnych, udało się umknąć z pułapki. Konsul Paulus poległ podczas bitwy, podobnie jak 29 trybunów wojskowych (z 48) i 80 senatorów. Warron zdołał uciec. Straty kartagińskie wyniosły 6700 ludzi – głównie Iberów i Galów.

## Po bitwie
Po zwycięstwie dowódcy kartagińscy chcieli uderzyć prosto na bezbronny Rzym, jednak Hannibal odstąpił od tego planu, aby zdobyć poparcie wśród obywateli południowych prowincji. W tym celu, jak czynił już wcześniej, puścił wolno wszystkich wziętych do niewoli Italików. Nie dysponował też maszynami oblężniczymi, niezbędnymi do zdobycia dobrze ufortyfikowanego miasta, gdzie co rusz rozlegały się głosy: „Hannibal u bram!” (łac. Hannibal ante portas!).

### Skutki bitwy
Bitwa pod Kannami okazała się największą klęską militarną w całej historii Rzymu. Według Appiana zginęło 50 tys. Rzymian, a do niewoli poszła ogromna liczba pieszych i jazdy. Oceniając własne straty, Hannibal w przesadzie nawiązał do słów Pyrrusa, mówiąc, że nie pragnie drugiego takiego zwycięstwa. Bezpośrednim jej skutkiem było przejście na stronę Kartaginy kilku większych miast z południa Italii. Władze Republiki powróciły do strategii unikania walnych bitew na terenie Italii. Zamiast tego zdecydowano się przeprowadzić ofensywę w Hiszpanii, dokąd udał się młody konsul Publius Cornelius Scipio. Dużo czasu musiało minąć, zanim Rzymianie znów uwierzyli, że mogą pokonać armię dowodzoną przez Hannibala.

### Znaczenie historyczne
W bitwie pod Kannami w sposób najdoskonalszy i najprostszy został użyty manewr okrążenia wroga. Nigdy przedtem, ani nigdy potem nie rozegrała się już batalia, w której dwukrotnie słabsza armia potrafiłaby okrążyć i wyciąć w pień siły wroga (przykładowa bitwa o podobnych proporcjach – bitwa pod Lutynią). Taktyczny plan Hannibala, znany jako „manewr kannaeński”, stał się na przestrzeni wieków wzorem do naśladowania dla adeptów szkół wojskowych. O jego doskonałości świadczy fakt, że na przestrzeni wieków był wielokrotnie wykorzystywany przez najwybitniejszych wodzów.